# Wir kaufen Seelen

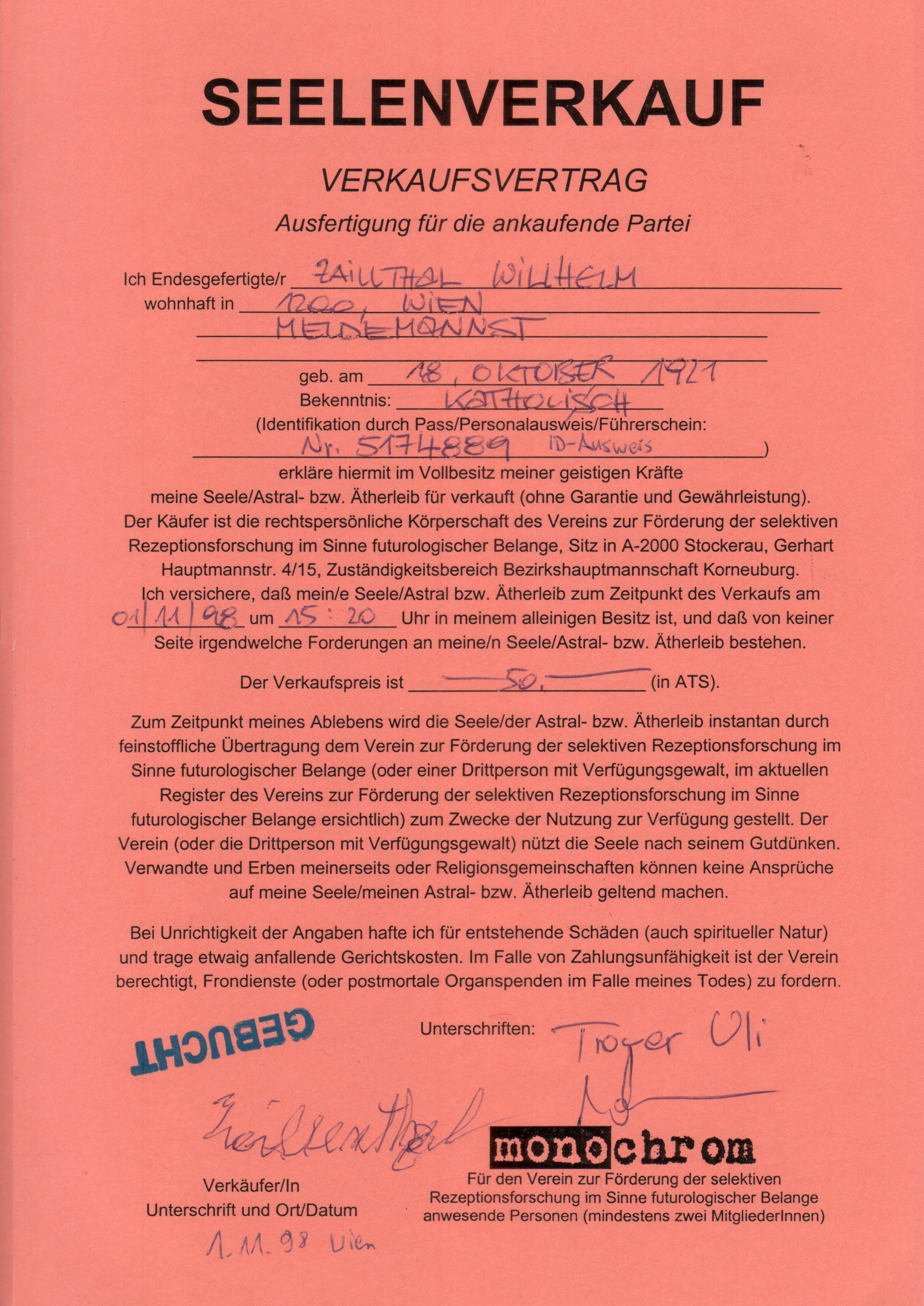
Monochroms Seelenkaufvertrag („Wir kaufen Seelen“), 1998

Wir kaufen Seelen (auch bekannt als Seelenankauf oder Soul Sale) ist eine Kunstperformance der Kunst- und Theoriegruppe monochrom aus dem Jahre 1998. Die Performance gilt als wichtige Kunstaktion in der Geschichte der Gruppe und der österreichischen Kunstgeschichte der 1990er Jahre.

## Hintergrund
Am 1. November 1998 (Allerseelen) eröffneten die monochrom-Mitglieder Johannes Grenzfurthner und Harald Homolka-List (unterstützt durch ihren Freund Ulrich Troyer) ein „spirituo-kapitalistisches Standl“ am Stock-im-Eisen-Platz (Teil des Stephansplatz in der Nähe des Stephansdoms im ersten Wiener Gemeindebezirk), wo die Projektmitglieder versuchten die Seelen von Passanten für rund 50 Schilling (ca. 3 Euro) pro Seele zu kaufen. Das „Akquiseteam“ führte eine „Beurteilungsroutine“ durch um die „Qualität“ der angebotenen Seelen zu überprüfen. Beispielsweise wurden im akademischen Jargon gehaltene, philosophische Fragen gestellt, es wurden aber auch Wünschelruten und andere pseudowissenschaftliche Techniken angewandt. Insgesamt wurden 15 Seelen gekauft und registriert. Ziel war es die Seelen gewinnbringend an Dritte zu verkaufen.
Elisabeth Nemeth, Professorin für Philosophie an der Universität Wien, schrieb im Standard:
Wer seine Seele verkauft hatte, konnte sie – falls er oder sie es sich am nächsten Tag anders überlegt hatte – zurückkaufen, freilich zu einem deutlich höheren Preis. Bemerkenswerterweise wurde von dieser Rückkaufsmöglichkeit so oft Gebrauch gemacht, dass aus dem Seelenkaufunternehmen angeblich noch ein Geschäft geworden ist.
Bruce Sterling erwähnt monochrom 2007 in Wired und sagt, dass sie „international soul trade“ betreiben würden, ein Verweis auf das Projekt.
Für die Gruppe war das Projekt – unabhängig von philosophischen Debatten und Argumentationen hinaus zur Existenz Gottes oder des Jenseits – eine sich an Angebot und Nachfrage orientierte Betrachtung des Marktes. Für die Gruppe „geht es nicht darum, ob es eine Seele gibt, solange sie gewinnbringend verkauft werden kann. Die Seele ist eine handelbare Ware, eine Form virtuellen Kapitals.“
Die Performance wurde dokumentiert und konnte in verschiedenen Ausstellungen begutachtet werden. Sie wurde auch in der Presse und in akademischen Kreisen diskutiert.

## Publikationen
- Seelenankauf in der Fußgängerzone, in: monochrom #11-14 1/2, 2000.
- Kunst kommt von Kaufen, in: „Radikale Kunst“, Sammelband 2010.